# 欣施泰滕
欣施泰滕是德国黑森州的一个市镇。总面积50.56平方公里，总人口10229人，其中男性5066人，女性5163人（2011年12月31日），人口密度202人/平方公里。